# 小川家雪舟庭園

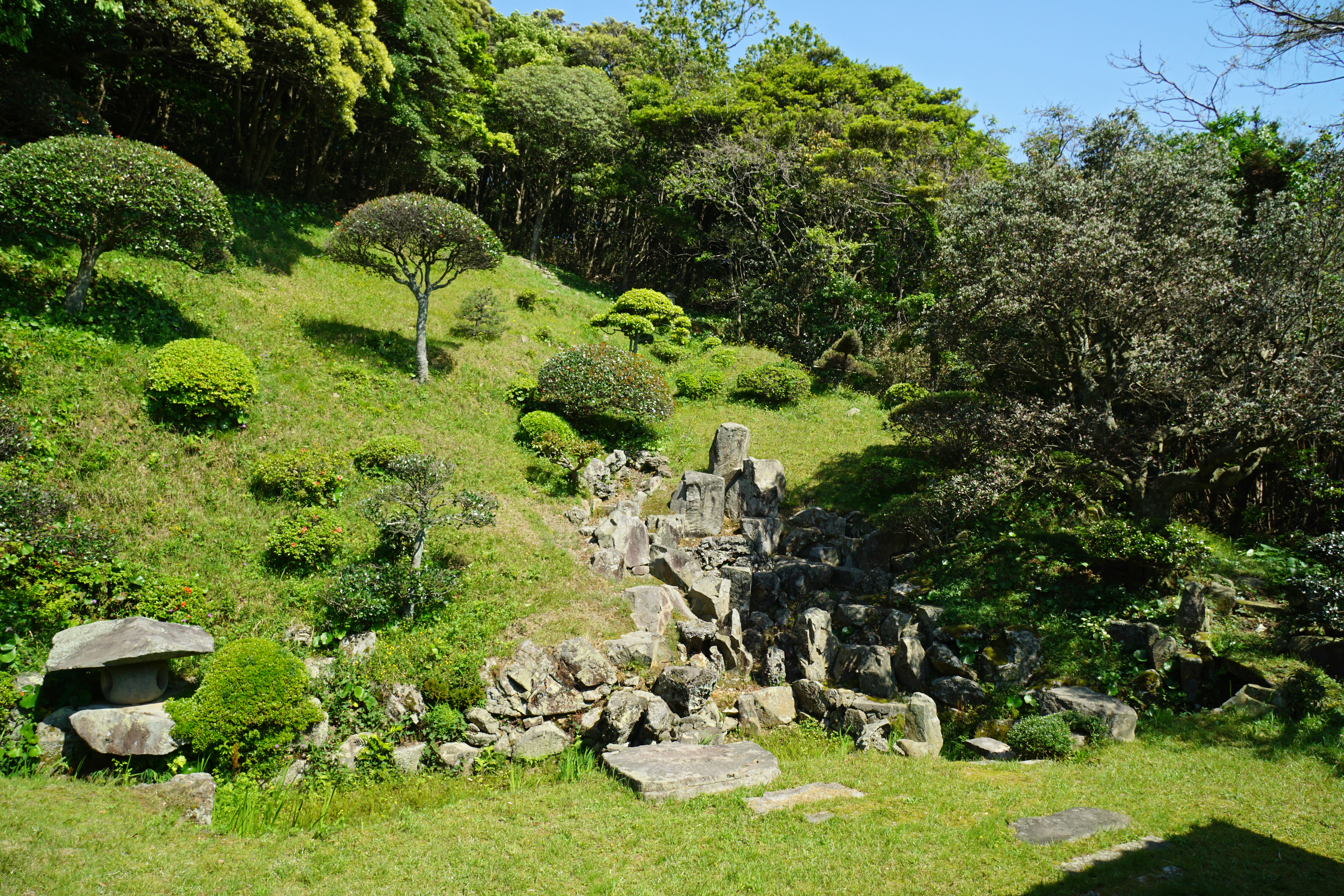
小川家雪舟庭園

小川家雪舟庭園（おがわけせっしゅうていえん）は、島根県江津市にある和木地方の旧家・小川家の書院庭園。1959年（昭和34年）9月1日に「小川庭園」の名称で島根県指定名勝に指定されている。

## 概要

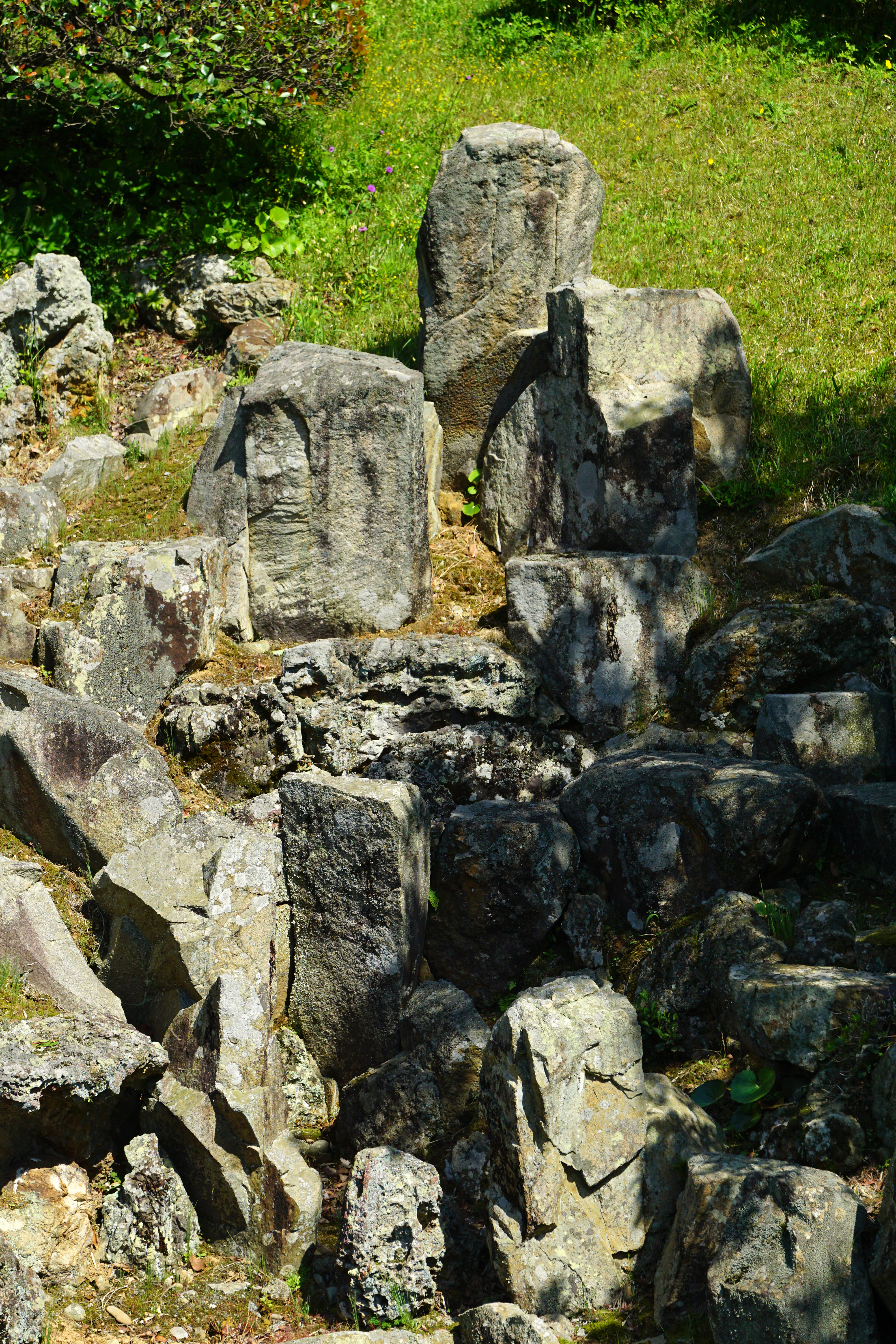
石組み

上下2段からなる、面積約360m2（110坪）の池泉観賞式の日本庭園で、室町時代の1460年代に石見国を訪問した雪舟が築庭したと伝えられている。様式としては、雪舟が活動した時期よりも古い室町時代初期のものも見られる。山の斜面を巧妙に利用し、三尊石を中心に大小の多数の立石を組み合わせて、蓬萊山景の山水の景観を表現している。

## 交通
- 江津道路江津ICより10分
- JR山陰本線三江線江津駅から
  - 浜田交通・浜田駅行きバス「和木」停留所下車徒歩5分
  - タクシーで約10分

## 参考資料
- 浮田典良、中村和郎、高橋伸夫監修『コンパクト版日本地名百科事典』小学館、1998年
- 観光と旅編集『郷土資料事典32 島根県』人文社、1998年